# Volgo-Kaspijskij
Volgo-Kaspijskij è una cittadina della Russia europea meridionale, situata nella oblast' di Astrachan'; dipende amministrativamente dal rajon Kamyzjakskij.
Sorge nella regione deltizia del Volga, 21 chilometri a sudovest del capoluogo Astrachan'.